# Olivares de Duero
Olivares de Duero település Spanyolországban, Valladolid tartományban. Olivares de Duero Quintanilla de Onésimo, Sardón de Duero, Villavaquerín, Castrillo-Tejeriego és Valbuena de Duero községekkel határos. Lakosainak száma 327 fő (2024).

## Népesség
A település népessége az utóbbi években az alábbiak szerint változott:
| Lakosok száma | 336  | 330  | 314  | 342  | 325  | 328  | 308  | 296  | 307  | 327  |
|               | 2001 | 2004 | 2007 | 2009 | 2012 | 2014 | 2017 | 2019 | 2022 | 2024 |